# Trafikpolitik
Trafikpolitik kallas den politik som rör trafik. Trafikpolitik kan till exempel handla om utbyggnaden av vägar eller satsning på kollektivtrafik. Det berör även järnväg, luftfart och sjöfart. Det är också vanligt att man debatterar säkerhet i trafiken, och vilka lagar och regler som skall gälla för det.

## Historia
Ursprungligen berördes huvudsakligen sjöfart och från då hjul uppfanns i Mesopotamien cirka 3 000 före Kristus även vägarna. Trafikpolitiken var ett viktigt sätt för statsmakterna för att hålla samman länderna, till exempel skicka brev med kurir eller transportera arméerna.
I Nordeuropa konstruerades redan under förhistorisk tid vägar, och under Medeltiden reglerades böndernas väghållningsskyldighet genom lagar.
Under 1800-talet blev först kanaler och senare järnväg den huvudsakliga frågan, och från slutet av decenniet även började alltfler frågor röra bil. Under 1900-talet blev bilen en huvudfråga, tillsammans med flygplan.